# Hendrik Koorevaar
Hendrik Jacob Koorevaar (Schoonhoven, 12 december 1946) is een Nederlandse hoogleraar in de oudtestamentische wetenschap. Vanaf 1977-1985 was hij theologisch docent aan het Bijbelinstituut België. Vanaf 1985-2020 doceerde hij aan de Evangelische Theologische Faculteit (ETF) in Leuven, België, waaraan hij vanaf 1997 als hoogleraar en vakgroepvoorzitter Oude Testament verbonden was. Internationale bekendheid verkreeg Koorevaar door zijn (macro)structureel-literaire benadering van het Oude Testament en zijn veelvuldige publicaties op dit gebied. Deze benadering speelde ook een belangrijke rol in de veel verkochte Theologie van het Oude Testament (2013), die Koorevaar samen redigeerde met de oudtestamenticus Mart-Jan Paul.

## Biografie

### Maatschappelijke en geestelijke achtergrond in Nederland
Hendrik J. Koorevaar groeide op in Schoonhoven. Hij werd reformatorisch (Hervormde Kerk, Gereformeerde Bond) opgevoed. Na de dood van zijn ouders op twaalf- en dertienjarige leeftijd, werd hij voor meer dan drie jaar in huis opgenomen door Job Heikoop, de oudste broer van moeders zijde. Hun oudste zoon, drs. Henk Heikoop (Economische Hogeschool Rotterdam) was voogd over hem. Na zijn studie verhuisden hij en zijn Engelse vrouw Nen in 1963 naar Terneuzen en namen Koorevaar mee. Ze stimuleerden hem maatschappelijk en daagden hem geregeld cultureel en intellectueel uit. Hij studeerde nadien bedrijfskunde aan het Nederlandse Opleidingsinstituut voor het Buitenland (Universiteit Nyenrode) in Breukelen (1965-1967). In het tweede studiejaar kwam hij onverwachts tot persoonlijk geloof in Jezus Christus tijdens een evangelisatiebijeenkomst van een pinkstergemeente in Gouda.

### Israël
Na zijn legerdienst studeerde Koorevaar voor een jaar Hebreeuws (Kitta Alef en Kitta Gimel) aan de oelpan van kibboets Bet Alfa in Israël (1969-1970), bij Israel Zamir, Israëlisch schrijver en zoon van de bekende Jiddische schrijver Isaak Bashevis Singer. 
Een hoogtepunt van de studie vormde een openbare gefingeerde rechtszaak tegen een gefingeerde Franse Jood, die deel uitmaakte van een Palestijnse terroristeneenheid, die een aanval uitvoerde vanuit Jordanië op de grenskibboets Maoz Chaiim. Hij werd door het Israëlische leger gevangengenomen. Zamir gaf Koorevaar de taak als openbare aanklager te functioneren. Dit gefingeerd proces door de leden van de Oelpan had grote belangstelling van de Israëlische pers.

### Zwitserland
Vervolgens studeerde hij theologie aan de Freie Evangelisch-Theologische Akademie in Basel, Zwitserland (1970-1975, nu: Staatsunabhängige Theologische Hochschule Basel), waar prof. dr. Samuel Külling als stichter en oudtestamenticus de grondslag legde voor Koorevaars latere historisch canonieke benadering. De colleges van de cultuurfilosoof Francis Schaeffer (L’Abri) en de ethicus Georg Huntemann maakten een onuitwisbare indruk. In Zwitserland ontmoette hij in die tijd ook zijn latere vrouw Ursula Kammermann, met wie hij op 21 december 1973 huwde. Tijdens zijn studie in Basel was hij van 1972-1975 oudste in de Freie Evangelische Gemeinde en Chrischonagemeinde te Münchenstein nabij Basel.
Zijn studie bracht ook een theologische worsteling over de Wet met zich mee, met name rond de sabbat en de feestdagen in het Oude Testament.

### Predikant in België
Meteen na zijn studie in Basel, 1975 trok Koorevaar samen met zijn vrouw naar België om onder leiding van Johan Lukasse als (kerkstichtend) predikant te werken voor de Belgische Evangelische Zending (BEZ) in Herentals (1975-1979) en in Aarschot (1980-1986). In 1983-1984 ontwierp Koorevaar het concept van De Vijf Avonden, een onderwijzende evangelisatiebenadering. Lukasse, directeur van de BEZ, schreef in 1999: "De uitleg van het evangelie door middel van de 5 avonden is de meest gezegende en effectieve wijze, waarop we dit proces van bekering en wedergeboorte zien gebeuren." Het werk is later in meerdere talen vertaald.
In 1982 benoemde Lukasse hem als gemandateerd afgevaardigde van de BEZ in het bestuur van de Evangelische Alliantie Vlaanderen (EAV). Koorevaar stelde het bestuur voor om zich representatief voor de evangelische denominaties te organiseren om daarna contact op te nemen met de Verenigde Protestantse Kerk in België (VPKB). De EAV deed begin 1987 aan de VPKB het voorstel om het protestants godsdienstonderwijs in Vlaanderen gezamenlijk te besturen. Koorevaar legde in 1990 zijn bestuursmandaat in de EAV neer. Het bestuur ging volop door met deze zaak. De Raad van State deed beslissende uitspraken hierover in 1997 en 1999. Mede daardoor is voor de evangelische christenheid van heel België de Federale Synode van Protestantse en Evangelische kerken in België (FS) in 1998 ontstaan. In 2002 werd de Administratieve Raad van de Protestants-Evangelische Eredienst (ARPEE, nu: Protestants-Evangelisch Godsdienstonderwijs) opgericht en functioneerde vanaf 2003.

### Promovendus
In 1983 begon Koorevaar met zijn studie aan de Universitaire Faculteit voor Protestantse Godgeleerdheid in Brussel. Hij had als hoofdvak Oude Testament, en als bijvakken Hebreeuws en Aramees. In 1986 schreef hij een doctoraal werk over De Post-Mosaica in Genesis en op 19 september 1990 promoveerde hij bij prof. dr. Hendrik Jagersma met het proefschrift De opbouw van het boek Jozua. De twee andere hoogleraren, die als lezers bij het proefschrift betrokken waren, waren prof. dr. Jacques Chopineau en prof. dr. Marc Vervenne, de latere rector van de Katholieke Universiteit Leuven.

### Docent en hoogleraar Oude Testament in Leuven
In 1977 werd Koorevaar docent aan het toenmalige Bijbelinstituut België (BIB) onder het verdraagzaam leiderschap van George Winston. Gedurende zijn doctorale studie bleef hij daar als oudtestamenticus actief tot 1985, en daarna aan de Evangelische Theologische Faculteit (ETF) in Leuven. Deze was in 1983 erkend als universitaire instelling door de Belgische overheid. In 1997 werd Koorevaar benoemd tot professor Oude Testament. Onder het leiderschapstrio van Patrick Nullens (rector), Andreas Beck (academisch decaan) en Pim Boven (administratief directeur) vond er academische verdieping en maatschappelijke verbreding plaats. Daarnaast was hij als gastdocent actief aan de Staatsunabhängige Theologische Hochschule in Basel (Zwitserland, 1996), de Teologiese Fakulteit en de Fakulteit van Lettere en Wysbegeerte, van de universiteit van Pretoria (1997).
Op 5 juli 2012 ging hij met emeritaat Aan deze faculteit was hij tot zijn afscheidstoespraak in 7 september 2021 betrokken als oudtestamenticus.

## Wetenschappelijke verdiensten
Vanaf 1979 begon Koorevaar te publiceren, eerst in Nederland voor een iets breder theologisch publiek. Daarna verschenen steeds meer artikels van hem in het Duits en vervolgens vooral in het Engels, ook in topwetenschappelijke tijdschriften en reeksen.

### Structureel-literaire onderzoeken
Internationale bekendheid en waardering ontving Koorevaar voor zijn verdiepend onderzoek naar de verschillende structureel-literaire benaderingen van het Oude Testament. Het doel is om de eindgestalte van de tekst te ontdekken en zo te verstaan, zoals die door de schrijver is vastgelegd. Hierin heeft hij klemtonen gelegd, waardoor zijn theologische boodschap zichtbaar kan worden. De uniciteit van Koorevaar hierin vond vooral plaats op het macrogebied.
Een eerste aanzet tot een  structureel-literaire bijdrage aan de oudtestamentische wetenschap ontstond vanuit de dissertatie die Koorevaar schreef over de opbouw van het Bijbelboek Jozua. De resultaten van dit proefschrift werden al vrij snel integraal als correct opgenomen in de bespreking van Jozua binnen de internationale Engelse standaardboeken The New International Dictionary of Old Testament Theology & Exegesis, An Introduction to the Old Testament en diverse andere wetenschappelijke publicaties.
Later kwam hierbij Koorevaars wetenschappelijk beargumenteerde structureel-literaire voorstel om het Bijbelboek Kronieken te erkennen als bewuste afsluiting van het Oude Testament. Ook dit vond erkenning in de oudtestamentische wetenschap.
Verder verschenen andere structureel-literaire onderzoeken naar de opbouw van de Tien Woorden, Samuël, Exodus-Leviticus-Numeri, Genesis, de vijftien boeken van de Hebreeuwse schriftprofeten als geheel, Jesaja en de canon van het Oude Testament in zijn geheel waarop ook geregeld academisch gereageerd werd.
Van invloed zijn ook zijn cursusboeken. In het monumentale werk van de Studiebijbel Oude Testament worden in alle banden niet alleen veelvuldig naar zijn publicaties, maar ook naar zijn cursusboeken verwezen. Die cursusboeken functioneerden ook als zijn werkkamer, waaruit later veel artikels zijn ontstaan.

### Een theologie van het Oude Testament
In 2013 verscheen het werk Theologie van het Oude Testament, waaraan Koorevaar samen met de hoogleraar Mart-Jan Paul als hoofdredacteur betrokken was. Deze publicatie werd binnen de theologische wereld breed onthaald, mede doordat het laatste Nederlandstalige academische werk over de theologie van het Oude Testament (van Vriezen) in 1949 was verschenen. De Hebreeuwse Bijbel bestaat uit drie delen: Priestercanon (Genesis - Koningen), Profetencanon (Jeremia - Maleachi) en Wijsheidscanon (Rut - Kronieken). Op de naden van die drie blokken, maar ook aan het begin en het einde, komt het theologisch verschijnsel van ballingschap en terugkeer naar boven. Het midden van de drie centrumboeken Jozua, Jona en Hooglied wijst direct of indirect naar de woning van God, die zich in het midden van Israël op aarde of in de hemel bevindt. In de methodiek werden er enige belangrijke nieuwe pijlers neergezet, zoals de volgorde van de boeken van het oude Testament in de Talmoed, en het macro-structureel functioneren daarvan. In het thematisch gedeelte worden de onderwerpen in die volgorde ontwikkeld.

Zeer uniek is ook dat de onderwerpen zelf vastgesteld werden op basis van het eerste Bijbelboek Genesis. Van hieruit werden die onderwerpen gevolgd doorheen het verdere Oude Testament. Binnen vijf maanden was er een nieuwe druk nodig van dit nieuwe theologische werk. Het werk wordt ook door andere universiteiten gebruikt. Een Duitse vertaling is in 2016 en een Russische vertaling in 2018 verschenen.
Daarnaast is er nog de theologie van Hooglied te vermelden die Koorevaar vanaf de jaren 2000 ontwikkelde en waarop meerdere oudtestamentische wetenschappers ingingen.

### Promotor
Aan de Evangelisch Theologische Faculteit begeleidde Koorevaar drie doctoraten die sterk verbonden waren met de structureel-literaire benadering die hij naar voren bracht in het oudtestamentisch onderzoek. De eerste en derde dissertaties ontvingen de status van summa en de tweede van magna cum laude. De drie zijn gepubliceerd in gerenommeerde reeksen.
- Steinberg, Julius. Die Ketuvim: Ihr Aufbau und ihre Botschaft. Bonner Biblische Beiträge 152. Hamburg: Philo, 2006 – Steinberg ontving voor deze bijdrage de Johann-Tobias-Beck-Preis in Duitsland (2007). https://web.archive.org/web/20130928035215/http://www.afet.de/jtbpreis/2007/jtb2007.htm.[22]
- Riecker, Siegbert. Ein Priestervolk für alle Völker: Der Segensauftrag Israels für alle Nationen in der Tora und den Vorderen Propheten. Stuttgarter Biblische Beiträge 59. Stuttgart: Katholisches Bibelwerk, 2007.
- Kilchör, Benjamin. Mosetora und Jahwetora: Das Verhältnis von Deuteronomium 12-26 zu Exodus, Levitikus und Numeri. Beihefte zur Zeitschrift für Altorientalische und Biblische Rechtsgeschichte 21. Wiesbaden: Harrassowitz, 2015.

### Theologische betrokkenheid
Koorevaar heeft zich vooral op twee terugkerende congressen gericht. Ten eerste maakt hij vanaf 1992 deel uit van de Facharbeitsgruppe Altes Testament, der Arbeitsgemeinschaft für evangelikale Theologie (FAGAT) in Duitsland. Hij heeft daar veel voordrachten gehouden, die tot publicaties leidden. Ten tweede concentreerde hij zich op conferenties van het Colloquium Biblicum Lovaniense (Leuven) over het Oude Testament, en hield daar elke keer a short paper in 2006, 2008, 2010 (en in zomer 2014) die alle gepubliceerd werden in de congresbanden over de betreffende boeken. Daarnaast hield hij voordrachten voor de Society of Biblical Literature Twelfth International Meeting (Leuven), het Congres van de Old Testament Society of South Africa (Pretoria) en het Congres van die Suid-Afrikaanse Vereniging vir Semistiek (Pretoria), die alle tot publicaties leidden.
Sinds 2006 in Koorevaar peer reviewer van het Scandinavian Evangelical E-Journal (SEE-J) dat wordt uitgegeven door vijf evangelisch-academische instituten.

## Publicaties

### Structureel-literaire onderzoeken
- 2025. Der Kanon des Alten Testaments. In: Hilbrands, Walter (Ed.): Bedeutung und Botschaft des Alten Testaments. Edition C Bibelkommentar 2. Witten: SCM Brockhaus, 2025, 15-62.
- 2023. Einleitung in das Alte Testament; Ein historisch-kanonischer Ansatz. Hilbrands, Walter & Koorevaar, Hendrik (Eds.). Gießen: Brunnen ([co-]auteur van "Die historisch-kritische Methode und der historisch-kanonische Ansatz", 72-81; "Anordnung und Abgeschlossenheit des Kanons", 313-340; "Einleitung in den Priesterkanon", 344-395; "Der Aufbau des Priesterkanons und seine Erscheinungsform als literarischer Block", 399-426; "Genesis", 463-504; "Josua", 615-648; "Jesaja", 808-843; "Psalmen", 990-1041)
- 2021. "The Structure of the Book of Isaiah: A Proposal for a Formal Author-Oriented Approach." In: Kok, Jacobus & Martin Webber (Eds.). Off the Beaten Path. A Festschrift in Honor of Gie Vleugels. Beiträge zum Verstehen der Bibel 48. Zürich: LIT Verlag, 30-44.
- 2018. "The Twelve and the Fifteen: About the Size, Order and Relationship Inside the Prophet Canon." In: Wenzel, Heiko (Ed.). The Book of the Twelve – An Anthology of Prophetic Books or The Result of Complex Redactional Processes? Osnabrücker Studien zur Jüdischen und Christlichen Bibel 4. Göttingen: V&R unipress, Universitätsverlag Osnabrück, 119-148.
- 2015. "Der Aufbau des Buches Genesis und die literarisch-theologische Bedeutung des Entwicklungsansatzes." In: Junker, Reinhard (Ed.). Genesis, Schöpfung und Evolution. Beiträge zur Auslegung und Bedeutung des ersten Buches der Bibel. Studium Integrale. Holzgerlingen: Hänssler Verlag, 203-217.
- 2015. "Chronicles as the Intended Clonclusion of the Old Testament  Canon." In: Steinberg, Julius & Timothy J. Stone; with the assistance of Rachel Marie Stone (Ed.). The Shape of the Writings. Siphrut: literature and theology of the Hebrew Scriptures, 16. Winona Lake, Indiana: Eisenbrauns, 207-235
- 2015. "David sang und sprach: Der Wert der Namen als historische Personen in den Überschriften der Psalmen im Rahmen der Struktur des Psalters." In: Seubert, Harald & Jacob Thiessen (Ed.). Die Königherrschaft Jahwes. Festschrift zur Emeritierung von Herbert H. Klement. Studien zur Theologie und Bibel 13. Wien e.a.: LIT, 2015, 21-59.
- 2014. "The Exile and Return Model: Proposal for the Original Macrostructure of the Hebrew Canon." Journal of the Evangelical Theological Society 57/3: 501-512.
- 2012. "The Book of Joshua and the Hypothesis of the Deuteronomistic History: Indications for an Open Serial Model." In: Noort, Ed (Ed.). The Book of Joshua. Bibliotheca Ephemeridum Theologicarum Lovaniensium 250. Leuven: Peeters, 219-232.
- 2010. "The Torah Model as the Original Macrostructure of the Hebrew Canon: A Critical Evaluation". Zeitschrift für die alttestamentliche Wissenschaft 122/1: 64-80.[24]
- 2010. "Tot welk gezin behoor je? Parallelle familiestructuren in het Tweede Gebod (Exod 20:5b,6)". Ellips 35/298: 44-49.
- 2010. "The Book of Psalms as a Structured Theological Story with the Aid of Subscripts and Superscripts". In: Zenger, Erich (Ed.). The Composition of the Book of Psalms. Bibliotheca Ephemeridum Theologicarum Lovaniensium, 238. Leuven: Peeters, 579-592.
- 2008. "The Books of Exodus – Leviticus – Numbers and the Macro-Structural Problem of the Pentateuch". In: Römer, Thomas (Ed.). The Books of Leviticus and Numbers. Bibliotheca Ephemeridum Theologicarum Lovaniensium 215. Leuven: Peeters, 423-453.[25]
- 2007. "Eine strukturelle Theologie von Exodus – Levitikus – Numeri: Durchdringen ins heilige Herz der Tora". In: Klement, Herbert H., Julius Steinberg (ed.). Themenbuch zur Theologie des Alten Testaments. Bibelwissenschaftliche Monographien, Band 15. Wuppertal: Brockhaus, 87–131.
- 2006. "The Torah as One, Three or Five Books: An Introduction to the Macro-Structural Problem of the Pentateuch". HIPHIL Old Testament 3
- 2000. "Who or What May Not Be Made? The Structure and Meaning of Exodus 20:23". Journal for Semitics 8/2: 223-255.
- 1999. "To Which Family Do You Belong? Parallel Family Structures in the Second Commandment (Exodus 20:5b-6)". Old Testament Essays 12/2: 279-297.
- 1997. "Die Chronik als intendierter Abschluß des alttestamentlichen Kanons". Jahrbuch für Evangelikale Theologie 11: 42-76.
- 1997. "De macrostructuur van het boek Samuël en de theologische implicaties daarvan". Acta Theologica 17/2: 56-86.
- 1997. "De afsluiting van de canon van het Oude Testament". In: Nullens, P. (red.), Dicht bij de Bijbel. Heverlee: BIB, 63-90.
- 1995. "De opbouw van de tien woorden in Exodus 20:1-17". Acta Theologica 15/2: 1-15.
- 1992. "The Structure of the Ten Words in Exodus 20:1-17". In: Pretorius, M.W. (Ed.), The Secret of Faith, in Your Heart - in Your Mouth. In honour of Donald Moreland. Heverlee: BIB, 1992, 91-99.
- 1990. De opbouw van het boek Jozua. Heverlee: Centrum voor Bijbelse Vorming België.

### Theologie van het Oude Testament
- 2019. "Het land in het boek Genesis." In: Israël en de Kerk, Tijdschrift voor Bijbelse bezinning en toerusting van de Christelijke Gemeente, jaargang 18, nummer 2, p. 5-11 (deel 1); nummer 3, 18-23 (deel 2).
- 2018. Co-uitgeverschap met Mart-Jan Paul: "The Earth and the Land: Studies about the Value of the Land of Israel in the Old Testament and Afterwards." Edition Israelogie 11. Berlin: Peter Lang.

1. "Objective and Overview of the Study of the Earth and the Land". 5-21.
2. "The Land in de Book of Genesis". 25-64.
3. "Summary, Conclusions and Perspectives". 377-400.

- 2018 (Vertaling). Богословие Ветхого Завета. (co-redacteurschap met M.-J. Paul). Tsjerkasy: Kolloquium, 38-84, 87-128, 129-172, 247-291.
- 2016 (Vertaling). Theologie des Alten Testaments: Die bleibende Botschaft der hebräischen Bibel. (co-redacteurschap met M.-J. Paul). Giessen: Brunnen, 28-60, 63-92, 93-123, 180-213.
- 2013. Theologie van het Oude Testament: De blijvende boodschap van de Hebreeuwse Bijbel. (co-redacteurschap met M.-J. Paul). Derde druk. Zoetermeer: Boekencentrum, 2015. Hierin van Koorevaar de bijdragen:

1. Co-auteurschap met Julius Steinberg. "Methodiek voor een theologie van het Oude Testament", 51-86.
2. "Een structureel canonieke benadering voor een theologie van het Oude Testament als geheel", 89-121.
3. "Demonstratie van een literaire benadering aan de hand van een structurele theologie van Exodus – Leviticus – Numeri", 123-156.
4. Co-auteurschap met Creig Marlowe. "De zonde: Oorsprong en verwoesting, genezing en overwinning", 212-255.

- 2008. "De klank van de liefde in het boek Hooglied als stem en tegenstem". Adem 2008/2: 46-50.
- 2001. "Conflict, gezag en conflictorde (1/2)". Tijdschrift: Magazine voor pastoraat, gezin en gemeenteopbouw 49: 34-38, 50: 20-29.
- 2000-1999. "De boodschap van het boek Hooglied (1-2): Hartstochtelijke liefde en reinheid". Magazine voor pastoraat, gezin en gemeenteopbouw 47: 26-32, 46: 42-47.
- 1995. "Geloofsoverdracht aan de volgende generatie volgens de wet van Mozes". Tijdschrift voor Theologie & Pastorale Counseling 27: 13-24.
- 1995-1994. "Open mijn ogen voor de wonderen van uw wet: (1) Het gebod. (2) De zegen". Tijdschrift voor Theologie & Pastorale Counseling 26: 15-26, 24: 25-32.
- 1992. "Psalm 82: Wie zijn de goden?" In: Knevel, A.G. (red.), Moeilijke Psalmen (Theologische Verkenningen, Bijbel en Praktijk 12; Kampen: Kok-Voorhoeve), 57-69.
- 1989. "Het zogenaamde vergeldingsdogma in Spreuken." In: Knevel, A. G., Paul, M. J., Broekhuis, J. (red.), Verkenningen in Spreuken en Prediker. Theologische Verkenningen, Bijbel en Exegese 4; Kampen: Kok, 29-36.
- 1987. "Das Vergeltungsdogma im Buch der Sprüche". Fundamentum 3/1987: 43-52.

### Historische, semantische en tekstkritische onderzoeken
- 2025. "De kijk van Mozes op het heilige land. Datering en auteurschap van Deuteronomium 34:1-3." In:  van Bekkum, K., van den Belt, H., van den Herik, H. (red.). Bevrijding en verwachting. Over de verhouding tussen beide Testamenten. FS Mart-Jan Paul. Apeldoorn: Labarum Academic, 2025, 26-34.
- 2024. "Wissel van geslachtskleding en van geslacht. Deuteronomium 22:5 en genderdysforie." Lunteren: Bijbels Beraad M/V.
- 2023. Co-auteurschap met Mart-Jan Paul: "De historiciteit van Genesis 1-11". In: Paul, M.-J., de Vries, W., Zuiddam, B., van Meerten, J. (Red.). Inzicht: wetenschap voor Gods aangezicht. Apeldoorn: Labarum Academic, 30-45.
- 2020. Co-uitgeverschap met Siegbert Riecker: "Die Bedeutung ‘am Tag …’ in Genesis 2,4 im Rahmen des Pentateuch." In: Old Testament Essays 33/1, 80-106.
- 2019. "Steps for Dating the Books of the Pentateuch. A Literary and Historical Canonical Approach." In: Armgardt, M., Kilchör, B.,  Zehnder, M. (Red.). Paradigm Change in Pentateuchal Research. Beihefte zur Zeitschrift für altorientalische und biblische Rechtsgeschichte 22. Wiesbaden: Harrassowitz, 227-242.
- 2016. "He Was a Year Son: The Times of King Saul in 1Sam 13,1." In: Dietrich, Walter (Red.). The Books of Samuel. Stories – History – Reception History. Bibliotheca Ephemeridum Theologicarum Lovaniensium 284. Leuven: Peeters, 355-369.
- 2015. "Die Frage der Literaturgattung und der Historizität von Genesis 1-3. Teil 1: Wie geschah die Schöpfung? Teil 2: Was geschah im Garten Eden?" In: Junker, R. (Red.): Genesis, Schöpfung und Evolution. Beiträge zur Auslegung und Bedeutung des ersten Buches der Bibel. Studium Integrale. Holzgerlingen: Hänssler Verlag, 103-128, 129-149.
- 2015. "Die Bedeutung der Post-Josephica für eine Datierung des Buches Genesis." In: Junker, R. (Red.). Genesis, Schöpfung und Evolution. Beiträge zur Auslegung und Bedeutung des ersten Buches der Bibel. Studium Integrale. Holzgerlingen: Hänssler Verlag, 219-239.
- 2014. (Co-auteurschap met Pieter Gert van der Veen). "Kamelen in Genesis: Een kemel in de Bijbel? Of een kemel in De Standaard?" VErbindinG 34/3: 8.
- 2013. "Das Zeitalter der Erzväter und des Aufenthaltes Israels in Ägypten: Ein textkritischer Beitrag". In: Van der Veen, P., Zerbst, U. (Red.). Volk ohne Ahnen? Auf den Spuren der Erzväter und des frühen Israels. Studium Integrale Archäologie. Holzgerlingen: SCM Hänssler, 239-251.
- 2010. "De aan- en afwezige Kainan in Genesis 11:12-13 als vader, zoon en broer". Ellips 35/295: 38-43.
- 2007. "Wie geschah die Schöpfung? Die Frage der Literatur und der Historizität von Genesis 1-3 (Teil 1/2)". Wort und Wissen.
- 2003-2002. "Der literarische und geschichtliche Aspekt des Buches Jona, 4. Teile". Fundamentum 24/1: 66-72, 24/3: 27-31, 23/3: 68-75, 23/4: 103-109.
- 2001. "Hoe gebeurde de schepping? De vraag naar de letter- en geschiedkundigheid van Genesis 1 – 3 (1)". Bijbel en Wetenschap 230: 17-21.
- 2001. "Wat gebeurde er in de tuin in Eden? De vraag naar de letter- en geschiedkundigheid van Genesis 1 – 3 (II)". Bijbel en Wetenschap 231: 9-12.
- 2001. "Moet synthese mislukken? Over de eenheid tussen Genesis 1 en natuurwetenschappelijke gegevens". Bijbel en Wetenschap 232: 19-20.
- 2000. "De grote getallen in Numeri toch groot? De kleine resultaten nagerekend". Bijbel en Wetenschap 218: 56-59.
- 2000-1999. "Beltschazzars Sprache: Der Wechsel von Hebräisch zu Aramäisch im Buch Daniel (Teil 1/2)". Jahrbuch für Evangelikale Theologie 13: 7-32,14: 35-62.
- 1995. "'Gott' oder 'man' (jemand), 'Satan' oder 'ein Gegner': Die Übersetzung der Präfixkonjugation dritte Person maskulin Singular in 2. Sam 24, 1 und der Begriff 'Satan' in 1. Chr 21, 1 auf Grund eines Vergleiches dieser parallelen Texte miteinander." Fundamentum 3: 224-236.
- 1994. "God of men (iemand), Satan of een tegenstander: De vertaling van de prefixconjugatie derde persoon mannelijk enkelvoud in 2 Samuël 24:1 en het begrip satan in 1 Kronieken 21:1 door vergelijking van deze parallelle teksten met elkaar". In: Lorein, G. W., Naar een nieuwe bijbelvertaling? Leiden: Groen & Zn, 1994, 88-100.
- 1986. "De vijf argumenten voor de bronnensplitsing: 4. Duplicaten; 5. Samengestelde gedeelten." In: Knevel, A. G., Paul, M.-J., Broekhuis, J. (red.), Verkenningen in Genesis. Theologische Verkenningen, Bijbel en Exegese 1. Kampen: J. H. Kok, 29-36, 37-44.
- 1982. "Het werk van dr. Wilhelm Möller: 3. Bronnensplitsing; 4. De ontwikkeling van het oudtestamentische Godsidee." In: Knevel, A. G. (red.), Schriftkritiek: Pentateuch 3. Hilversum: Evangelische Omroep, 1982, (3) 16-27, (4) 28-36.

### Festschrift
- 2011. Riecker, Siegbert & Steinberg, Julius (ed.). Das heilige Herz der Tora: Festschrift für Hendrik Koorevaar zu seinem 65. Geburtstag. Theologische Studien. Aachen: Shaker.[26]